# Service (économie)
Pour les articles homonymes, voir service.

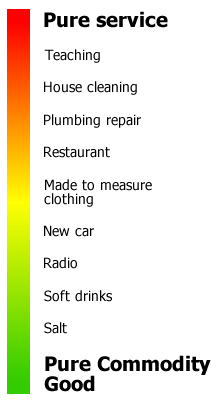
Le continuum service-produit :
Éducation
Ménage domestique
Travaux de plomberie
Restaurant
Costume sur mesure
Automobile
Radio
Boissons sans alcool
Sel

En économie, un service est une prestation qui consiste en « la mise à disposition d'une capacité technique ou intellectuelle » ou en « la fourniture d'un travail directement utile pour l'usager, sans transformation de matière ». Les services correspondent au secteur tertiaire.
Fournir un service correspond à une production économique de nature particulière puisqu'elle ne consiste pas en la fourniture d'un bien tangible à un client. De plus, les services — étant consommés dans le même temps nécessaire pour les produire — sont considérés comme n'étant pas « stockables ».

## Classification de Christopher Lovelock
Christopher Lovelock distingue quatre grandes catégories de service (ou de prestation ou de servuction). Il les différencie d'une part par la nature de la prestation : l'action concrète, tangible celle d'un kinésithérapeute ou d'un coiffeur qui fait physiquement quelque chose ou bien l'action psychologique, intellectuelle, immatérielle, d'un professeur, d'un psychothérapeute ou d'un expert-comptable ; et d'autre part, par l'objet du service, ce sur quoi il porte : des personnes (leur corps ou leur esprit) ou des choses (tangibles ou intangibles comme les chiffres). Cela donne une matrice à quatre composantes :
- les services concrets rendus aux personnes : les coiffeurs, les transports de personnes, les soins médicaux et chirurgicaux, etc. ;
- les services concrets portant sur des choses : le transport de fret, le nettoyage à sec, la réparation automobile, le dépannage domestique ou professionnel (ascenseur, etc.) ;
- les services abstraits s'adressant à l'intelligence ou au sens : enseignement, divertissement ;
- les services portant sur des entités intangibles, numériques : compte bancaire, crédit, assurances.

|                       | Personnes                                                            | Biens                                                |
| --------------------- | -------------------------------------------------------------------- | ---------------------------------------------------- |
| Actions concrètes     | Transport aérien, transport ferroviaire, croisière, santé, tourisme… | Laveries automatiques, réparation automobile, vente… |
| Actions immatérielles | Éducation, formation, publicité, divertissement…                     | Audit comptable, assurances, crédit…                 |

## La gestion de la production des services
La production de services est devenue l'activité de production principale des économies développées. Elle est caractérisée par une gestion particulière de la production, celle-ci étant immatérielle, donc non stockable et réunissant simultanément consommation et production. Cela implique généralement une participation du client à la production. Les particularités de l'analyse de la valeur, le caractère précaire de l'innovation dans les services, le découpage classique de la production en front office (en interaction avec le client) et back office (en l'absence du client) demandent des méthodes et des outils différents de la production industrielle.

## Champ d'activité
La part des services (représentée grosso modo — pour les raisons évoquées ci-dessus — par le secteur tertiaire) augmente tant en chiffre d'affaires qu'en effectif employé dans la production, la consommation finale et la consommation intermédiaire (voir théorie du déversement énoncée par Alfred Sauvy).

## Typologie des services

### Services non marchands et services marchands
On distingue les services marchands, qui sont facilement procurables sur le marché, et les services non marchands, dont l'obtention s'opère dans des cadres et selon des règles plus spécifiques.

#### Services non marchands
Les prestations de ces services ne sont pas fournies contre rémunération (régime de la gratuité totale ou du paiement d'une contribution symbolique, ou par intervention d'un tiers payant) :
- justice ;
- maintien de l'ordre public (forces de l'ordre) ;
- défense nationale ;
- éducation publique et enseignement supérieur ;
- santé publique ;
- services sociaux et organismes caritatifs.

#### Services marchands
La prestation de ces services est obtenue moyennant un prix, généralement fixé librement par le marché :
- Écoles et organismes de formation privés ;
- services financiers, de banque ou d'assurances ;
- conseil ou services informatiques ;
- télécommunications ;
- transports et logistique ;
- prestations d'études ou de recherches appliquées.

### Services publics et services privés
Un service public est « une activité d'intérêt général, assurée sous le contrôle de la Puissance publique par un organisme public ou privé bénéficiant de prérogatives lui permettant d'en assurer les obligations (notamment en matière de continuité et d'égalité) et relevant de ce fait en tout ou partie d'un régime de droit administratif (mission dite de service public) ».
Toute autre activité de service – qui ne relève pas de l'exception définie par la catégorie précédente – doit être considérée comme une activité de nature privée. En France s'applique le principe constitutionnel de la liberté du commerce et de l'industrie.

#### Services publics
Les services publics sont les activités jugées utiles par et pour la collectivité et qui sont assurées dans un cadre particulier. Ce qui signifie qu'elles peuvent être exercées même lorsque les critères de simple rentabilité financière devraient conduire à leur abandon. Ils comprennent :
- les services publics administratifs (SPA) comme la perception des impôts ;
- les services publics sociaux comme le service des allocations familiales ;
- les publics industriels ou commerciaux (SPIC) comme la distribution du gaz ;
- les services publics professionnels comme l'Ordre des Médecins (qui assure la réglementation et la discipline de la profession médicale).

## Importance de ce secteur économique
Dans les pays développés les plus tertiarisés (on parle parfois d'« économie post-industrielle »), comme en France, les services représentent jusqu'à plus de 75 % de la production nationale (mesurée par le PIB)[réf. nécessaire] et sont devenus leur principal moteur de croissance économique.
Cette évolution peut toutefois être légèrement relativisée par le fait que les entreprises industrielles externalisent une partie de leur processus de production en faisant appel à des prestataires qui sont classés dans les entreprises de services mais qui participent à la production industrielle.
Les services génèrent en outre une grande partie du capital immatériel des entreprises.

## Services et développement durable

### Enjeux de développement durable
L'économie des services comporte des enjeux considérables de développement durable.

### Immatérialité des services
Selon Jean Gadrey, « pour construire une économie écologique des services, il faut d'abord s'intéresser aux bilans écologiques complets de ces activités. Il apparaît alors que l'immatérialité parfois supposée des services est un mythe ». Selon le même auteur, l'activité de services comporte des externalités environnementales importantes qui auraient besoin d'être internalisées.
Un exemple d'enjeu dans le secteur des services est constitué par la dématérialisation, qui se fait quelquefois dans un objectif de développement durable. La dématérialisation permettrait ainsi d'économiser du papier, voire de passer au « zéro papier ». Dans les projets de dématérialisation, on utilise massivement des services. Mais établir le bilan global d'une dématérialisation n'est pas aisé. La dématérialisation agit sur les flux de gestion entre partenaires, pas sur la qualité environnementale des biens vendus.

### Enjeux environnementaux
Les enjeux environnementaux concernent la pression environnementale et la contribution des services à l'émission de gaz à effet de serre.
- Une étude de l'IFEN montre que la pression environnementale directe et indirecte des services n'est pas négligeable[4].
- Jean-Marc Jancovici souligne également la contribution des services dans les émissions de gaz à effet de serre[5] à travers ce qu'il appelle les émissions intermédiaires.

Certains services sont émetteurs directs (transports, logistique), d'autres sont émetteurs indirects de gaz à effet de serre.

### Enjeux sociaux
Les enjeux sociaux sont également importants :
- emploi ;
- formation ;
- santé et sécurité au travail (stress…) ;
- salaire ;
- lutte contre la discrimination.

### Relations entre les entreprises de services et leurs parties prenantes
Une partie des services est constituée par les sociétés de conseil et les sociétés informatiques qui fournissent des prestations de service aux entreprises de l'industrie (ou d'autres entreprises de services).
Dans les faits, une très faible partie de l'activité des sociétés de conseil s'est orientée vers du conseil en développement durable. Pour les entreprises qui font du conseil en développement durable, encore faut-il que ce concept ne soit pas déformé et que l'entreprise cliente considère le développement durable comme stratégique. La recherche du profit à court terme éclipse trop souvent les questions de fond.
Pour les SSII, la durabilité est souvent vue exclusivement sous l'angle du recyclage des équipements informatiques, pas sous l'angle de la gestion. Certes, la durée de vie des matériels et des matériels et logiciels est très courte en informatique. Par ailleurs, il existe de gros problèmes de compatibilité et d'interopérabilité entre systèmes.
Les enjeux du développement durable sont porteurs de nouveaux modèles économiques, or les sociétés de conseil et les sociétés informatiques n'ont pas réellement revu leur modèle d'entreprise en fonction de ces enjeux. Selon Jean-Louis Lequeux, alors que le business model « classique » se vit à deux (l'acheteur, le vendeur), les modèles durables et éthiques se conjuguent à trois. Dans un cas comme l'autre, les deux parties reconnaissent à la fois l'existence, ou plutôt le droit à l'existence et le droit au respect, d'une troisième partie :
- notre planète Terre pour le « durable » ;
- les hommes, le tissu social et les économies locales pour « l'éthique ».

Le business model doit donc tenir compte des attentes des parties prenantes.